# Шпітерстулен

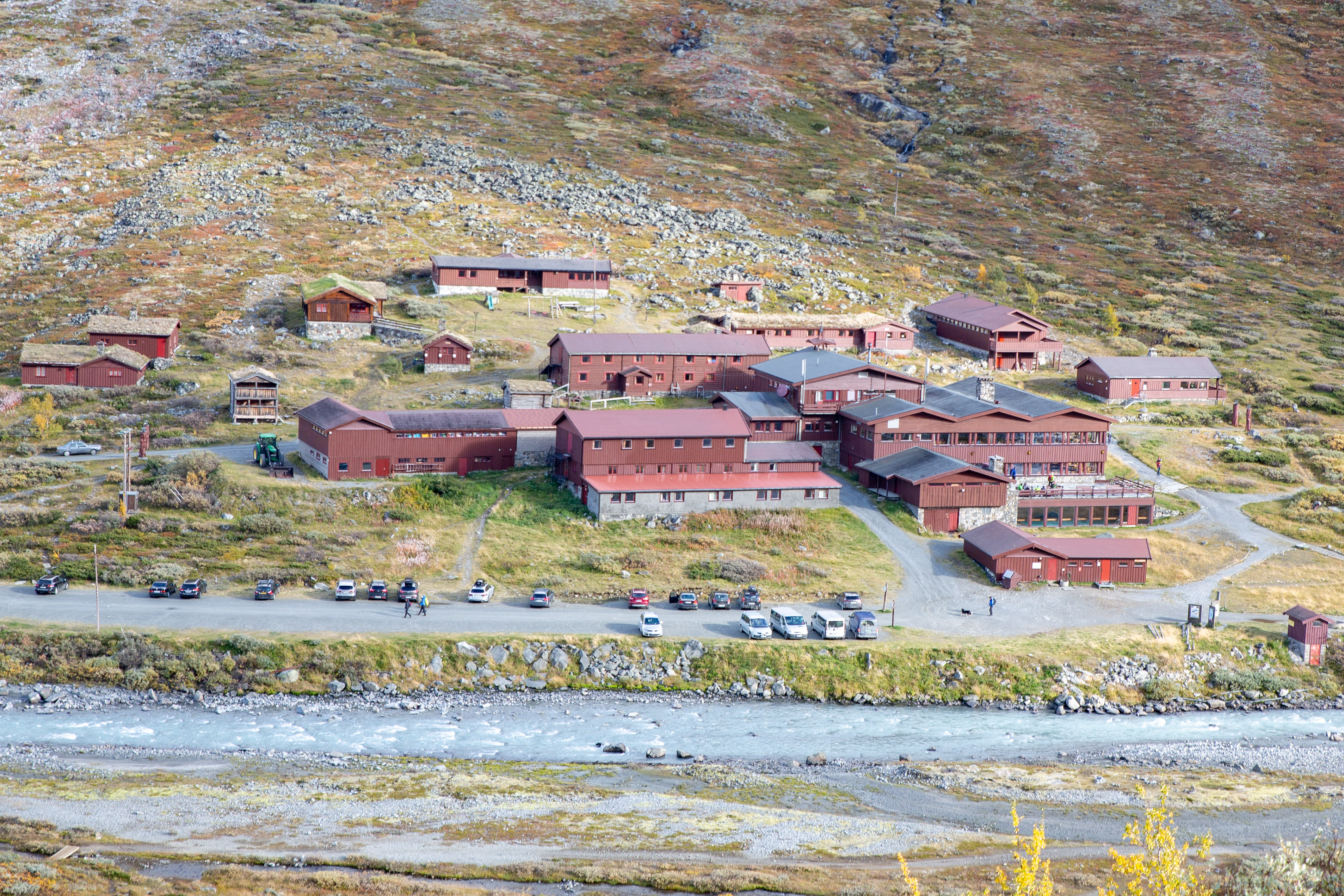
Шпітерстулен

Шпітерстулен — колишня гірська ферма, а тепер туристична станція в долині Вісдален у Ломі в Оппланді, Норвегія. Шпітерстулен знаходиться на висоті 1100 метрів над рівнем моря, між двома найвищими горами Норвегії, Гальдхепігген і Гліттертінд. Це найбільше туристичне поселення у Йотунхеймені, яке розраховано на приблизно 230 місць. До нього можна дістатися на автомобілі з березня по жовтень.
Шпітерстулен спочатку був призначений для пастухів. У 1836 році його розширили для проживання туристів, оскільки повз нього проходила одна зі стежок для перетину гори (стежка Вісдалена, яка досягає 1490 м, трохи вище ніж сучасний маршрут 55). У 1881 році була побудована власне туристична станція, яка неодноразово добудовувалася.